# 염대구

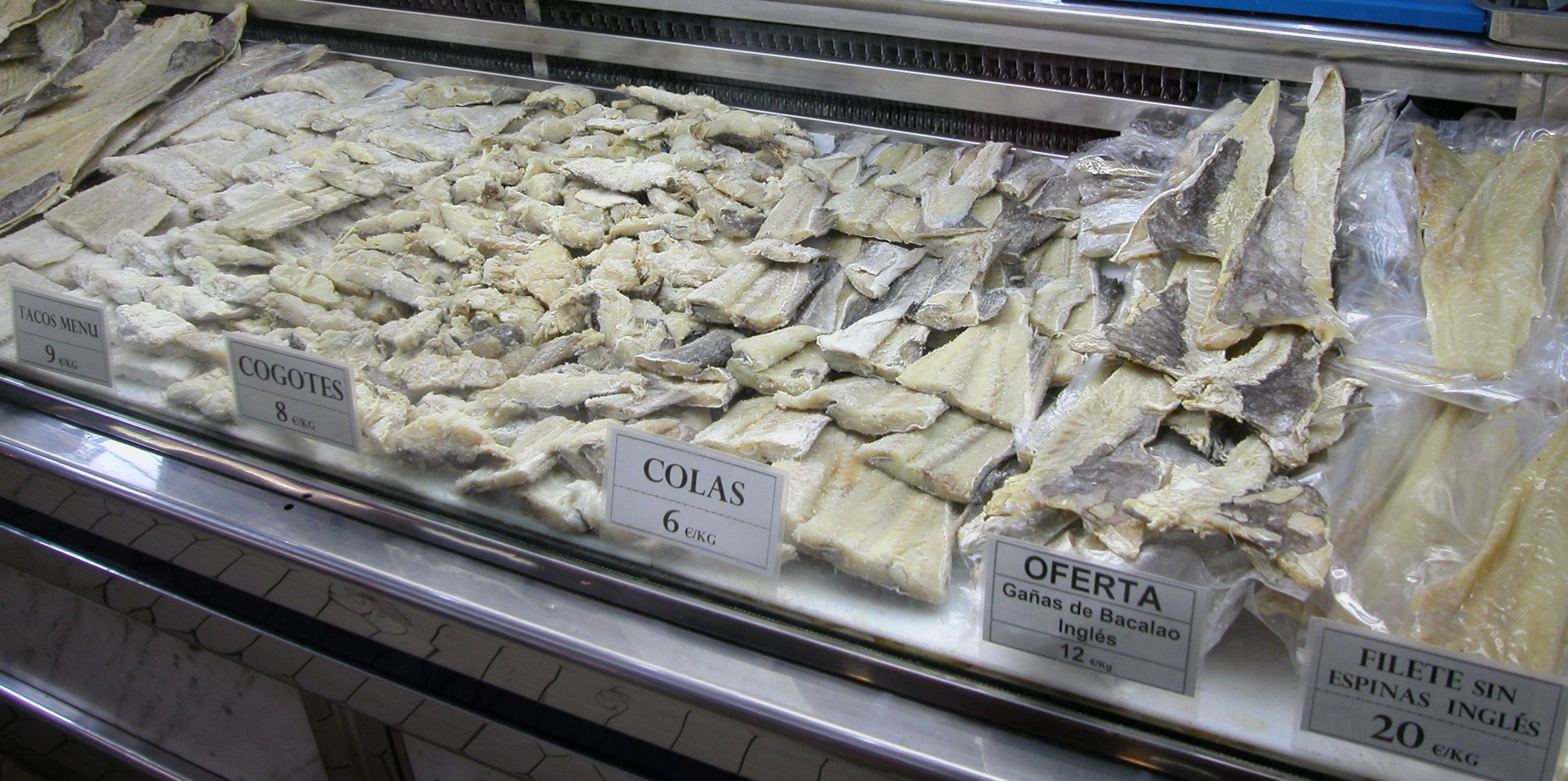
발렌시아에서 판매되고 있는 염대구

염대구(鹽大口)는 소금에 절여 말린 대구이다. 염건어의 일종으로, 다양한 요리에 이용되는 유럽의 전통 식재료이다. 먹을 때에는 몇 번에 걸쳐 소금기를 없애기 위해 물에 담가두어야 한다.

## 이름
- 모리(아이티어: mori)
- 바칼라(이탈리아어: baccalà)
- 바칼라오(스페인어: bacalao)
- 바칼랴우(포르투갈어: bacalhau)
- 바켈야우(수리남 네덜란드어: bakkeljauw)
- 살트피스퀴르(아이슬란드어: saltfiskur)
- 살피시(자메이카 크리올: saalfish)
- 솔트피시(영어: saltfish)
- 클리프피스쿠르(페로어: klippfiskur)
- 클리프피스크(노르웨이어: klippfisk)

## 지역별 염대구
베로나 동쪽의 비첸차 요리인 바칼라 알라 비첸티나는 이름과는 달리 소금으로 만들지 않으며 전혀 소금기가 없는 대구를 폴렌타에 넣어 요리하거나 같이 내오는 것을 말한다. 로마의 바칼라는 소금에 절인 생선을 기름에 튀겨서 먹는데 유대인 전통 음식법과 연관된다. 
바싹 소금에 절여 말린 바칼라는 뺨을 때리거나 회초리의 일종으로 썼기 때문에 회초리를 가리키는 말로 "바칼라"라는 말을 쓰기도 한다.

## 같이 보기
- 염민어